# One (píseň, Metallica)
„One“ je skladba od thrash metalové skupiny Metallica. Stala se vítězem Grammy v roce 1990 - první Grammy pro Metallicu. Byl to také první singl od Metallicy, který se objevil v Top 40, v Billboard Hot 100, kde dosáhl 35. příčky.
„One“ je jedna z nejznámějších skladeb Metallicy. Je to čtvrtá skladba na albu ...And Justice for All. Napsána byla v listopadu 1987 hlavními skladateli Metallicy - kytaristou/zpěvákem Jamesem Hetfieldem a bubeníkem Larsem Ulrichem.
Námět „One“ je ztvárněním románu spisovatele Daltona Trumba z roku 1939 Johnny si vzal pušku.
K písni byl natočen i videoklip, který byl vůbec prvním klipem v kariéře skupiny. Ve videoklipu jsou použity záběry z filmu Johnny si vzal pušku z roku 1971. Metallica ji pravidelně zařazuje do svého repertoáru na svých koncertech, kde jí obvykle předchází impozantní úvod s četnými explozemi.